# Antonio Gasset
Antonio Gasset Dubois (Madrid, 19 de mayo de 1946-ibíd., 29 de septiembre de 2021) fue un periodista, presentador de televisión y crítico de cine español. Fue director y presentador del programa de TVE Días de cine, galardonado en 2002 con el premio ATV al mejor programa divulgativo.

## Biografía
Era sobrino segundo del filósofo José Ortega y Gasset.
Inició su relación con el cine en su juventud, participando en diversos cortometrajes como actor, guionista o director. Entre otras, participó en la película de Iván Zulueta Arrebato. Y comenzó su andadura en RTVE en los años ochenta, de la mano de su amigo Pedro Erquicia en el programa Informe Semanal, del que llegó a ser subdirector.
En 1994 se hizo cargo de la dirección del programa Días de cine, con Aitana Sánchez-Gijón como presentadora del espacio, a la que sustituyó un año más tarde. El 23 de septiembre de 2003, estrenó el espacio televisivo Off Cinema, de nuevo dirigido y presentado por el propio Gasset, y cuyo objetivo era la divulgación del cine independiente. 
El 20 de diciembre de 2007, se emitió el último Días de cine dirigido y presentado por Antonio Gasset, que se acogió al expediente de regulación de empleo de RTVE. Su despedida fue desde el Festival de Cine de Berlín.
En 1997 recibió una mención especial en los Premios Ondas, en 2002 obtuvo un premio de la Academia de la Televisión al mejor programa divulgativo y en 2011 la Academia de las Artes y las Ciencias Cinematográficas de España le otorgó el Premio de Comunicación Alfonso Sánchez por sus “vitriólicos e ingeniosos comentarios”.
Eran célebres sus frases irónicas, mordientes y humorísticas en su programa Días de cine sobre el cine y la sociedad.
Deja dos hijos: Carlos, de su relación con la modelo Ana Arístegui, y Cósima, de su posterior relación con Andrea.
Falleció el miércoles 29 de septiembre de 2021 y su muerte fue anunciada por la Academia de las Artes y las Ciencias Cinematográficas de España.

## Cine

### Director
- Los hábitos del incendiario (1970), cortometraje con Emma Cohen

### Actor
- Handicap (1968), cortometraje de Manolo Marinero
- Un, dos, tres, al escondite inglés (1970), de Iván Zulueta
- Arrebato (1979),  Dir: Iván Zulueta
- Gary Cooper, que estás en los cielos (1980), de Pilar Miró
- Tiempos duros en Ríos Rosas (1982), cortometraje de Manolo Marinero
- Els passos perduts (2010), de Jordi Cadena

### Asistente director
- Gospel (1969), cortometraje de  Ricardo Franco
- Aspavientos (1969), cortometraje de Emilio Martínez Lázaro
- Estado de sitio (1970), cortometraje de Jaime Chávarri